# مؤسسة مينة ماهيلا
مؤسسة مينة ماهيلا (MMF) هي مؤسسة هندية تمكن النساء من خلال تشجيع مناقشة الموضوعات المحظورة مثل الدورة الشهرية، ومن خلال إقامة ورش عمل لتوفير حماية صحية منخفضة التكلفة لتمكين الفتيات من البقاء في المدرسة. أسستها سوهاني جالوتا في عام 2015 عندما كانت تدرس في جامعة ديوك.
يأتي اسم المؤسسة من طائر المينة المشهور بكترة الكلام، وكلمة «ماهيلا» تعني «امرأة».
في عام 2016 صنفت مجلة Glamour مؤسسة المؤسسة جالوتا كواحدة من "College Women of the Year".
كانت واحدة من المؤسسات السبع التي رشحها الأمير هاري وميجان ماركل لتلقي التبرعات بدلًا من هدايا الزفاف عندما تزوج الزوجان في 19 مايو 2018. في عام 2017 كتبت ماركل مقالة عن المؤسسة لمجلة تايم، بعنوان «كيف تؤثر الدورة الشهرية على القدرات»، بعد رحلة إلى دلهي ومومباي مع World Vision حيث التقت وراقبت النساء المعنيات. في نفس العام ضمت ماركل مؤسسة جالوتا لقائمة "The Ten Women Who Changed My Life" في مجلة غلامور.

## الهدف
بالإضافة إلى تشجيع المناقشات حول موضوعات محظورة مثل الدورة الشهرية، توفر المؤسسة عملًا مستقرًا للنساء اللاتي يعشن في الأحياء الفقيرة من خلال تشجيعهن على تصنيع فوط صحية منخفضة التكلفة يمكنهم بيعها في مجتمعاتهم بتكلفة منخفضة، وبالتالي تحسين النظافة الشخصية خلال الدورة الشهرية للمجتمعات أيضًا وتمكين المرأة.

## الأعمال الحالية
مع حوالي 3000 عميل توظف المؤسسة حوالي 35 امرأة، 15 منهن يعملن كمصنّعات، وال20 الأخريات يعملن كمندوبات مبيعات للمنتج. يتوقعون الوصول إلى 10000 عميل قبل نهاية عام 2018. كما أنها تُمكّن موظفيها من خلال تدريبهم في مجال صحة المرأة وعلى اللغة الإنجليزية والرياضيات والمهارات الحياتية مثل الدفاع عن النفس. عن الدعم الذي تلقته من خلال حفل الزفاف الملكي قالت المؤسسة جالوتا إنه سيساعدهم على توسيع نطاق وصولهم إلى الأحياء الفقيرة في المدن في مومباي.